# PBZザグレブ・インドア
PBZザグレブ・インドア（PBZ Zagreb Indoors）はクロアチア・ザグレブのドーム・スポルトヴァにて開催されていたATPツアー大会の一つである。1996年から2年間「クロアチア・オープン」として開催された後暫く開催されることは無かったが、9年後の2006年から新たに地元の金融企業プリブレドナ・バンカ・ザグレブ(PBZ)が冠スポンサーとなり2015年まで開催された。サーフェスは1997年大会までがカーペット、2006年大会からが屋内ハードコート。大会グレードは2008年までがインターナショナルシリーズ、新ツアー制度移行後の2009年度からはATP250シリーズのカテゴリに属していた。2015年を最後に終了しブルガリア・ソフィアで開催されるソフィア・オープンに移行した。

## 大会歴代優勝者

### シングルス
| 年            | 優勝者                       | 準優勝者               | スコア           |
| ------------- | ---------------------------- | ---------------------- | ---------------- |
| 2015年        | ギリェルモ・ガルシア＝ロペス | アンドレアス・セッピ   | 7–6(4), 6–3      |
| 2014年        | マリン・チリッチ             | トミー・ハース         | 6–3, 6–4         |
| 2013年        | マリン・チリッチ             | ユルゲン・メルツァー   | 6–3, 6–1         |
| 2012年        | ミハイル・ユージニー         | ルカシュ・ラツコ       | 6–2, 6–3         |
| 2011年        | イワン・ドディグ             | ミヒャエル・ベラー     | 6–3, 6–4         |
| 2010年        | マリン・チリッチ             | ミヒャエル・ベラー     | 6–4, 6–7(5), 6–3 |
| 2009年        | マリン・チリッチ             | マリオ・アンチッチ     | 6–3, 6–4         |
| 2008年        | セルジー・スタホフスキー     | イワン・リュビチッチ   | 7-5, 6-4         |
| 2007年        | マルコス・バグダティス       | イワン・リュビチッチ   | 7-6, 4-6(4), 6-4 |
| 2006年        | イワン・リュビチッチ         | ステファン・コウベック | 6-3, 6-4         |
| 1998年-2005年 | 開催なし                     | 開催なし               | 開催なし         |
| 1997年        | ゴラン・イワニセビッチ       | グレグ・ルーゼドスキー | 7-6, 6-0         |
| 1996年        | ゴラン・イワニセビッチ       | セドリック・ピオリーン | 3-6, 6-3, 6-2    |

### ダブルス
| 年            | 優勝者                                        | 準優勝者                                              | スコア              |
| ------------- | --------------------------------------------- | ----------------------------------------------------- | ------------------- |
| 2015年        | マリン・ドラガニャ ヘンリ・コンティネン       | ファブリス・マルタン プラブ・ラジャ                   | 6–4, 6–4            |
| 2014年        | ジャン＝ジュリアン・ロイヤー ホリア・テカウ   | フィリップ・マルクス ミハル・メルティナク             | 3–6, 6–4, [10–2]    |
| 2013年        | ユリアン・ノール フリップ・ポラーシェク       | イワン・ドディグ マテ・パビッチ                       | 6–3, 6–3            |
| 2012年        | マルコス・バグダティス ミハイル・ユージニー   | イワン・ドディグ マテ・パビッチ                       | 6–2, 6–2            |
| 2011年        | ディック・ノーマン ホリア・テカウ             | マルセル・グラノリェルス マルク・ロペス               | 6–3, 6–4            |
| 2010年        | ユルゲン・メルツァー フィリップ・ペッシュナー | アルノー・クレマン オリビエ・ロクス                   | 3–6, 6–3, [10–8]    |
| 2009年        | マルティン・ダム ロベルト・リンドステット     | クリストファー・カス ロヒール・ワッセン               | 6–4, 6–3            |
| 2008年        | ポール・ハンリー ジョーダン・カー             | クリストファー・カス ロヒール・ワッセン               | 6-3, 3-6, [10-8]    |
| 2007年        | ミヒャエル・コールマン アレクサンダー・ワスケ | フランティシェク・チェルマク ヤロスラフ・レビンスキー | 7-6(5), 4-6, [10-5] |
| 2006年        | ヤロスラフ・レビンスキー ミハル・メルティナク | ダビデ・サングイネッティ アンドレアス・セッピ         | 7-6(6), 6-1         |
| 1998年-2005年 | 開催なし                                      | 開催なし                                              | 開催なし            |
| 1997年        | サシャ・ヒルシュゾン ゴラン・イワニセビッチ   | マーク・カイル ブレント・ヘイガース                   | 6-4, 6-3            |
| 1996年        | リボル・ピメク メノ・オースティング           | マルティン・ダム ヘンドリク・ヤン・ダーヴィッツ       | 6-3, 7-6            |